# Antal Bolvári
Antal Bolvári   (Kaposvár, 6 de maig de 1932 - Budapest, 8 de gener de 2019) va ser un waterpolista hongarès que va competir durant les dècades de 1940 i 1950.
El 1952 va prendre part en els Jocs Olímpics de Hèlsinki, on va guanyar la medalla d'or en la competició de waterpolo. Quatre anys més tard, als Jocs de Melbourne, va tornar a guanyar la medalla d'or en la mateixa competició. Va jugar quatre partits i marcà dos gols, un dels quals en l'anomenat partit del bany de sang de Melbourne, que va enfrontar Hongria amb la Unió Soviètica pocs dies després de l'aixafament de la Revolució hongaresa de 1956. Com molts altres esportistes hongaresos va desertar a la fi d'aquests Jocs, tot i que posteriorment va tornar al seu país, on morí el gener de 2019.